# Percichthys
Percichthys är ett släkte av fiskar. Percichthys ingår i familjen Percichthyidae.
Kladogram enligt Catalogue of Life:
| Percichthys | \| \| Percichthys chilensis \| \| \| \| \| \| Percichthys colhuapiensis \| \| \| \| \| \| Percichthys laevis \| \| \| \| \| \| Percichthys melanops \| \| \| \| \| \| Percichthys trucha \| \| \| \| |
|             | \| \| Percichthys chilensis \| \| \| \| \| \| Percichthys colhuapiensis \| \| \| \| \| \| Percichthys laevis \| \| \| \| \| \| Percichthys melanops \| \| \| \| \| \| Percichthys trucha \| \| \| \| |
|             | Bostockia |
|             | |
|             | Coreoperca |
|             | |
|             | Edelia |
|             | |
|             | Gadopsis |
|             | |
|             | Guyu |
|             | |
|             | Maccullochella |
|             | |
|             | Macquaria |
|             | |
|             | Nannatherina |
|             | |
|             | Nannoperca |
|             | |
|             | Siniperca |
|             | |
|             | Percichthys chilensis |
|             | |
|             | Percichthys colhuapiensis |
|             | |
|             | Percichthys laevis |
|             | |
|             | Percichthys melanops |
|             | |
|             | Percichthys trucha |
|             | |

|  | Percichthys chilensis     |
|  |                           |
|  | Percichthys colhuapiensis |
|  |                           |
|  | Percichthys laevis        |
|  |                           |
|  | Percichthys melanops      |
|  |                           |
|  | Percichthys trucha        |
|  |                           |